# Aleurocystis
Aleurocystis là một chi nấm thuộc họ Stereaceae. Chi này phân bố rộng khắp và có ba loài. Aleurocystis được nhà nghiên cứu về nấm người New Zealand Gordon Herriot Cunningham xác định giới hạn vào năm 1956.